# ヴィルヘルム・マルクス
ヴィルヘルム・マルクス（Wilhelm Marx, 1863年1月15日 - 1946年8月5日）は、ドイツの法律家、政治家。ヴァイマル共和政時代の1923年から1924年および1926年から1928年にドイツ国首相を務めた。首相通算在任期間3年1か月はヴァイマル共和政下においては最長である。

## 経歴

### カトリック
教師の息子としてケルンに生まれる。1881年にアビトゥーア合格。ボン大学で法学を学ぶ。卒業後ケルンとヴァルトブレルの裁判所に試補として採用される。1891年に結婚し、4児をもうける。ジンメルンの抵当・不動産局で短期間働いたのち、1894年にエルバーフェルト地方裁判所の判事となる。10年後ケルンの裁判所に移動。1907年から1921年まで、デュッセルドルフ裁判所判事。敬虔なカトリック教徒で中央党に属していた彼は、プロイセン王国ではこれ以上の出世は望めなかった。第一次世界大戦後にヴァイマル共和政が成立すると、リンブルク・アン・デア・ラーン裁判所の所長となるが、すぐにベルリンの最高裁判所判事に転じた。
早くからカトリック主義に基づいた中央党の政治活動に従事し、1899年にはエルバーフェルトの同党地区代表、1908年にはデュッセルドルフで地区代表になっていた。1899年からプロイセン王国議会の議員となり、1910年にはドイツ帝国議会議員に選出され、1916年には中央党議員団執行部に入った。政治家として教育・文化政策に関わった。政治家としては冷静で穏健派であり、妥協を探り敵を作らないタイプと評された。
第一次世界大戦中は、拡張主義・勝利による和平ではなく講和による和平を主張していた。戦後ヴァイマル制憲会議の議員に選出され、同様に1919年‐1920年にはプロイセン州制憲会議の議員となった。連合国軍によるラインラント占領の際は、多くのラインラント出身議員と違ってラインラントのドイツからの分離に反対する立場をとった。また同じ理由でヴェルサイユ条約に賛成した。マルクスは中央党の結束に腐心し、中央党のヨーゼフ・ヴィルト内閣を支援した。

### 首相

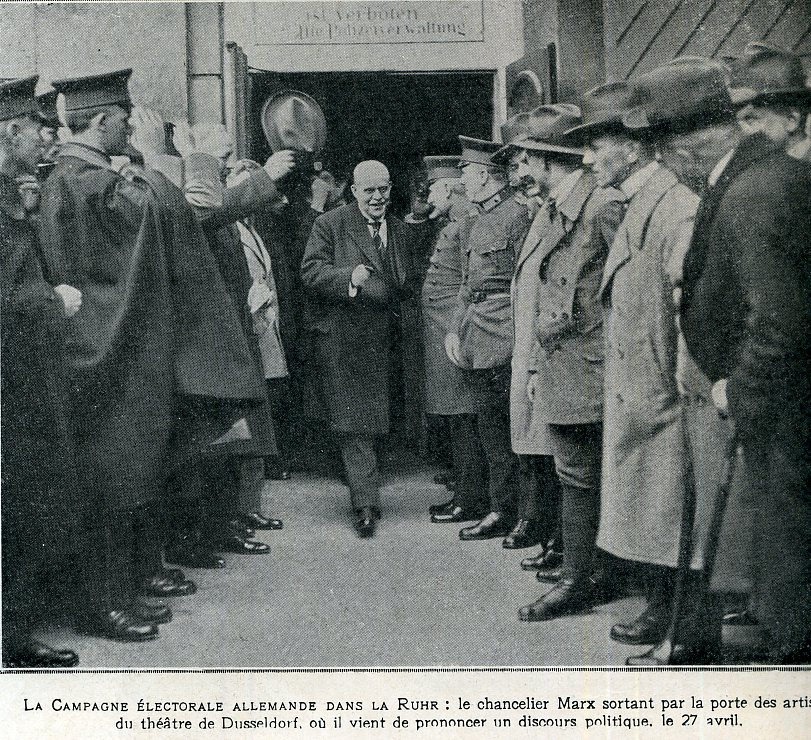
選挙遊説中のマルクス

1923年、グスタフ・シュトレーゼマン内閣が倒れると、フリードリヒ・エーベルト大統領の指名により組閣した。この第1次マルクス内閣は1919年からの4年間ですでに10番目の内閣であった。マルクス自身は1923年から翌年にかけての第1期と、1926年から1928年にかけての第2期で、合計4次の内閣を組織することになる。第1期では中央党・ドイツ民主党・バイエルン人民党・ドイツ人民党による少数与党内閣で、第2期はそれにドイツ国家人民党が加わった連立内閣であった。在任中一貫してドイツ人民党のシュトレーゼマンが外相を務め、その外交政策は議会第一党のドイツ社会民主党の支持も得ていた。
その在任中に何度かの危機が訪れた。左派の支配するザクセン州・右派の支配するバイエルン州との紛争、故郷ラインラントで盛り上がる分離独立運動などである。1923年のインフレーションののちに新通貨を導入したが、経済・財政危機は続いた。マルクスは緊縮財政を行って予算・人員の削減や新税制を導入し、経済の安定成長に成功。それにより1924年2月には戒厳令を解除するに至る。ドーズ案を受け入れたのも彼の第1期政権の時期である。しかし1924年12月の総選挙で議席を減らし、第1期政権は退陣する。
退陣直後の1925年2月にプロイセン自由州首相に就任するが、その月末にエーベルト大統領が死去する。その後任を選出する3月29日の大統領選挙に出馬するため、プロイセン自由州首相を辞任して出馬した。しかし協力を見込んでいたバイエルン人民党などのカトリック勢力がパウル・フォン・ヒンデンブルク支持に回ったため、僅差で落選した。1926年、マルクスの後任として首相になったハンス・ルターの内閣で法相を務める。
同年ルター内閣が倒れると、第3次マルクス内閣を組閣（第2期政権）。その任期中、陸軍統帥部長官として国防軍を「国家内国家」にしていたハンス・フォン・ゼークトを辞職に追い込むことに成功した。一方で社会民主党のフィリップ・シャイデマンにドイツ国防軍とソビエト軍が秘密裏に協力していることを国会で暴露され、第3次マルクス内閣が辞職に追い込まれた。またこの第2期政権の期間中にドイツは国際連盟加盟を果たす。1928年5月の総選挙で議席を減らしたため、第4次マルクス内閣は1928年6月12日に退陣。彼は同時に中央党の党執行部から退いた。
1932年に帝国議会議員を辞したのちは、ナチス・ドイツや第二次世界大戦の時代を通じてボンの自宅に隠棲していた。戦後の1946年、同地にて死去。享年83。